# Iglesia de San Nicolás (Pamplona)
La iglesia de San Nicolás de Pamplona es un templo católico situado en el Casco Viejo de Pamplona (Navarra, España). Es una de las cinco parroquias antiguas que llegó a tener Pamplona. Las otras cuatro son la iglesia de San Juan Bautista (Navarrería), la de San Saturnino, la de San Lorenzo y la de San Agustín. Es la parroquia de la Población de San Nicolás.

## Historia
Erigida durante del siglo XII, la primera noticia cierta sobre ella corresponde al año 1117 cuando se menciona al Burgo Nuevo o Población de San Nicolás. Era uno de los tres burgos de Pamplona que durante la Edad Media funcionaron independientes en la ciudad hasta el Privilegio de la Unión de 1423 promulgado por Carlos III de Navarra. 
Construida junto al primitivo muro exterior de la ciudad, que discurría por el actual paseo de Sarasate, fue concebida para servir de bastión militar y defensivo burlando el mandato real que impedía a los vecinos de Navarrería y San Nicolás levantar cualquier tipo de construcción militar contra el Burgo de San Cernin. 
De hecho, fue en 1222, en que los vecinos de San Cernin, uno de estos ataques vecinales, cuando arrasaron e incendiaron la primitiva iglesia-fortaleza románica con muchos de sus vecinos refugiados dentro. Hubo que construir una nueva, consagrada en 1231.
 

Ubicada en el Casco Antiguo, entre la plaza de San Nicolás, la calle San Miguel y el Paseo de Sarasate, sus gruesos muros y verjas, así como la única de las tres torres de vigilancia que permanece en pie, dan cuenta de su conflictivo pasado. 

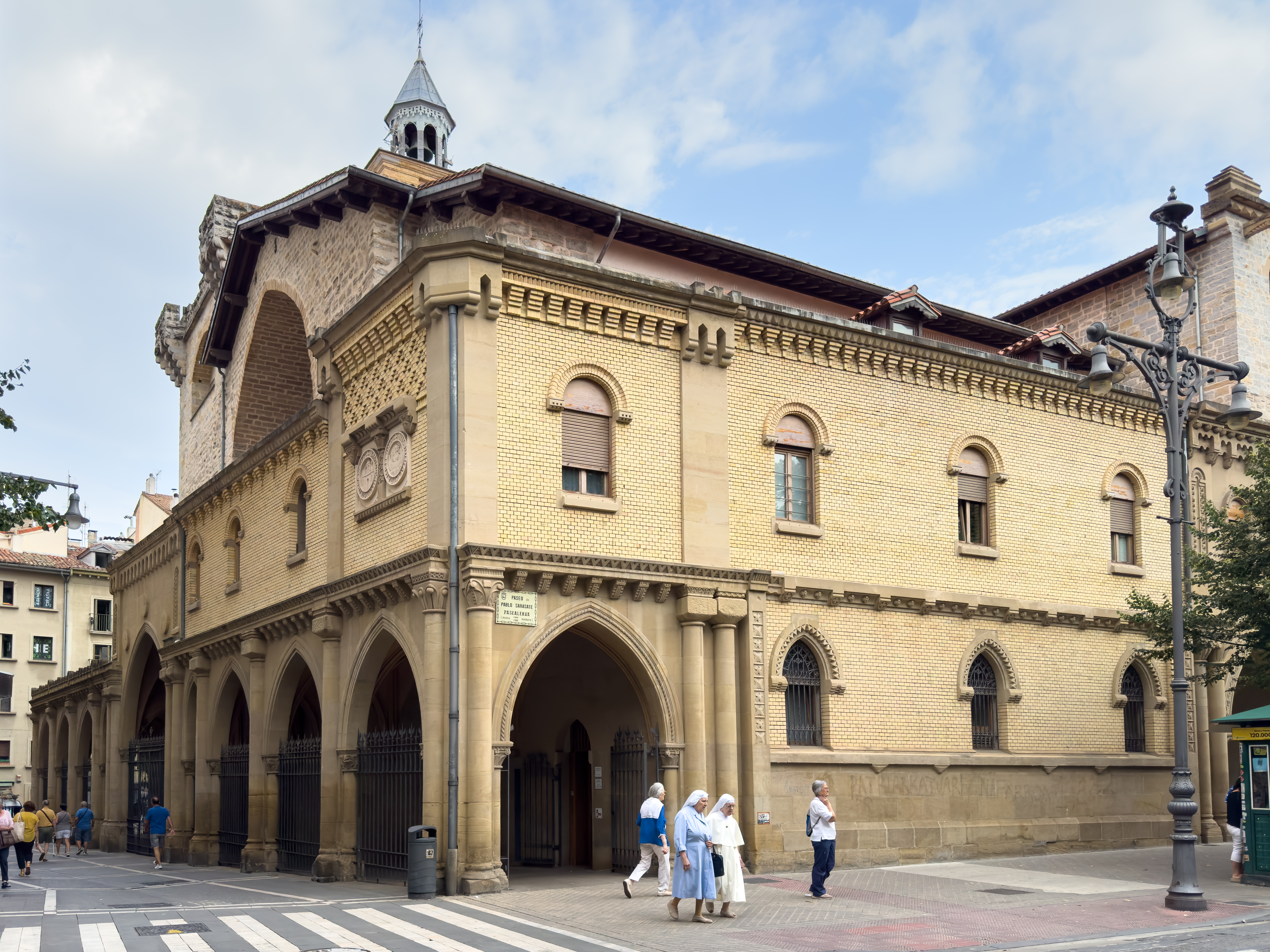
La iglesia vista desde el paseo Sarasate.

## Exterior
En su exterior el gótico sólo es visible en dos puertas, el ábside y en algunas zonas del muro alto. El resto está oculto por los añadidos diseñador por el arquitecto Ángel Goicoechea Lizarraga cuyas obra ejecutó en contratista tudelano Blas Morte en 1888; Un pórtico neogótico, superposición de la casa parroquial de ladrillo visto con algún rasgo neomudéjar y una fachada abierta al paseo, compendio del eclecticismo medieval. Tuvo distintas torres y hoy sólo quedan dos: la de mayor tamaño con matacanes y con un remate de ladrillo barroco que aloja las campanas. La otra torre de menor tamaño, es circular. Las almenas son obra de José Martínez de Ubago, en 1924.

## Interior
El interior se distribuye en tres naves con planta de cruz latina. Las cubiertas de las naves laterales son bóvedas de cañón apuntado, y la central es de crucería. Es un templo de estilo gótico en varias fases: al protogótico corresponde el trazado general con los alzados y cubiertas de las naves laterales y parte del muro central; del gótico del siglo XIV son las cubiertas de crucería de la nave central y el crucero, y el presbiterio con sus vidrieras. 
En su interior destaca un gran órgano barroco, construido en 1769, y es uno de los más importantes de Pamplona. 
En el año 2013 fueron colocados 4 escudos en los muros altos de la nave principal, que representan a los antiguos burgos de la Navarrería, San Nicolás y San Cernin, así como el escudo de la ciudad de Pamplona. Fueron policromados por el pintor y restaurador navarro Jorge Urdánoz Apezteguía mediante la técnica del óleo, con aplicaciones de pan de oro y pan de plata sobre tabla. Sus dimensiones son de 1,8 metros de alto por 1,5 metros de ancho cada uno. El diseño fue consensuado entre el autor, y el historiador Juan José Martinena Ruiz. Se bendijeron en la misa del día 8 de diciembre de ese mismo año.

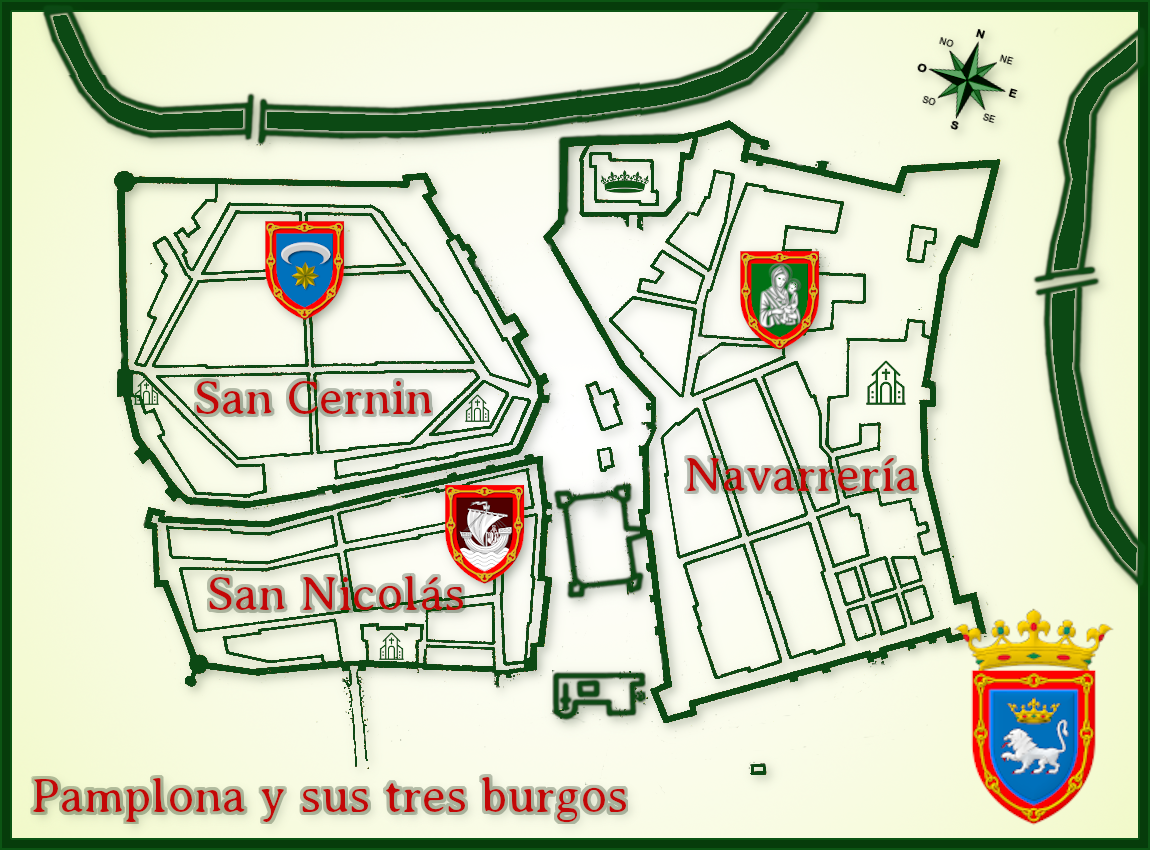
Burgos de Pamplona

|  |  |  |

## Galería

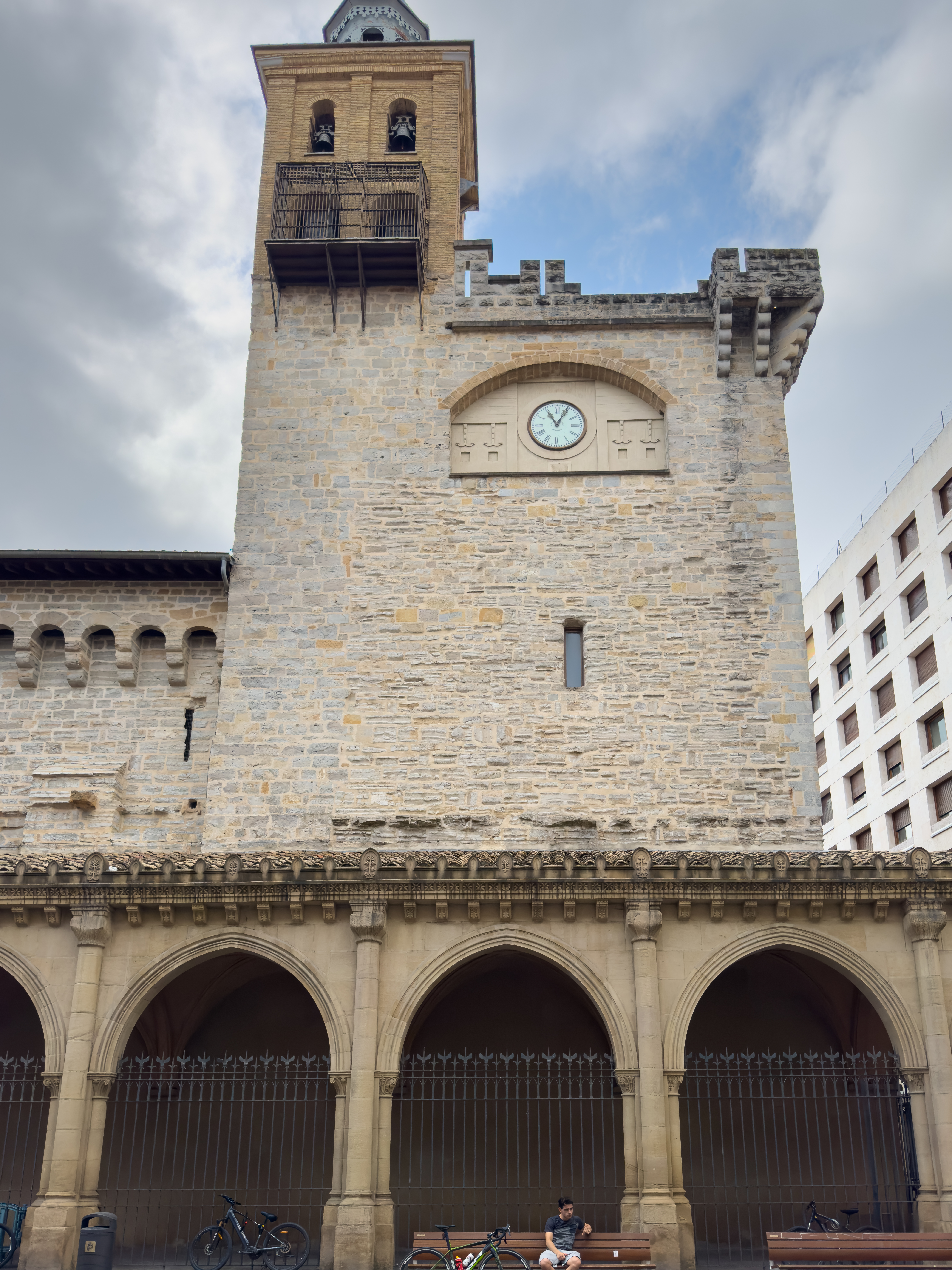
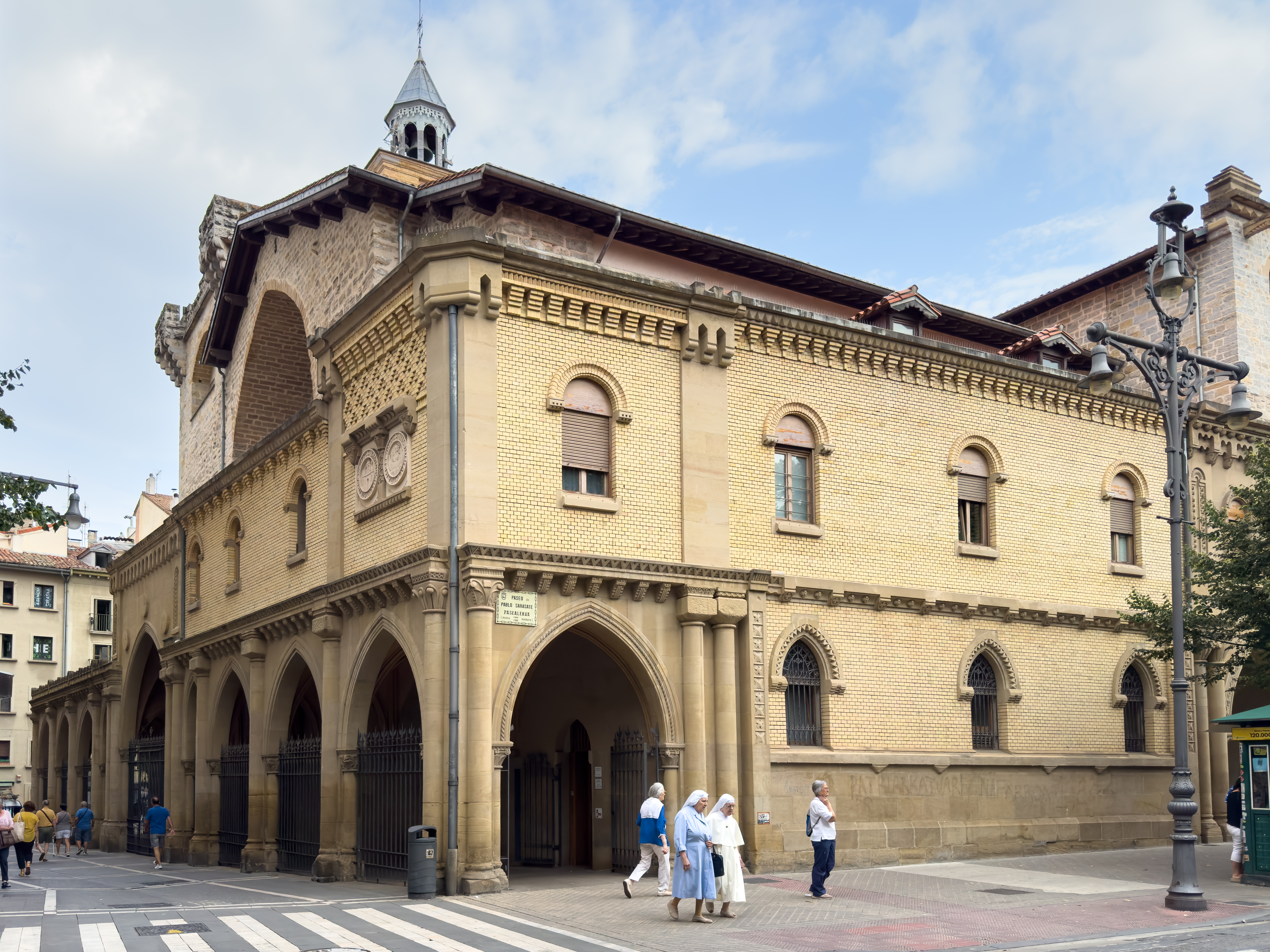
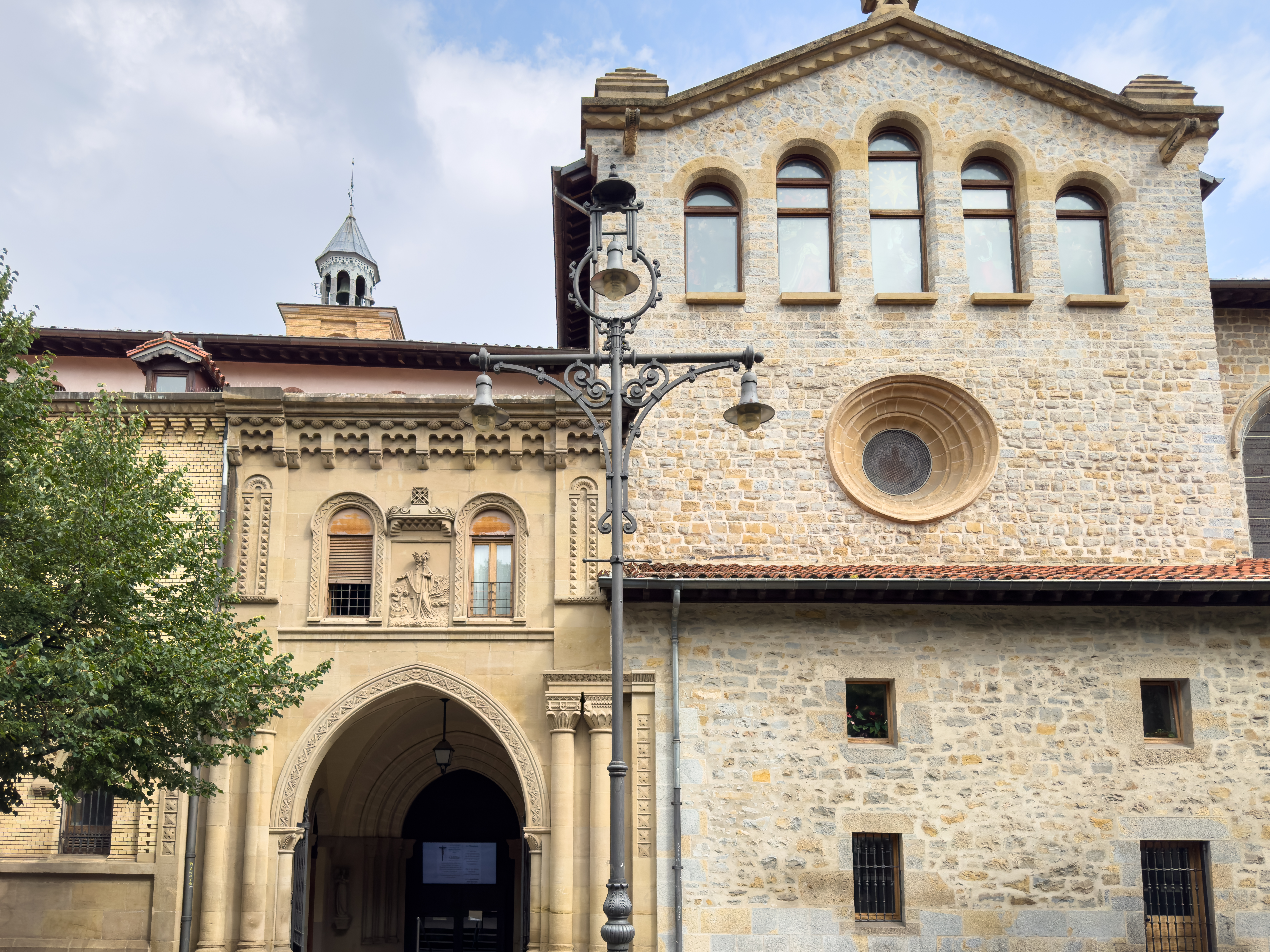
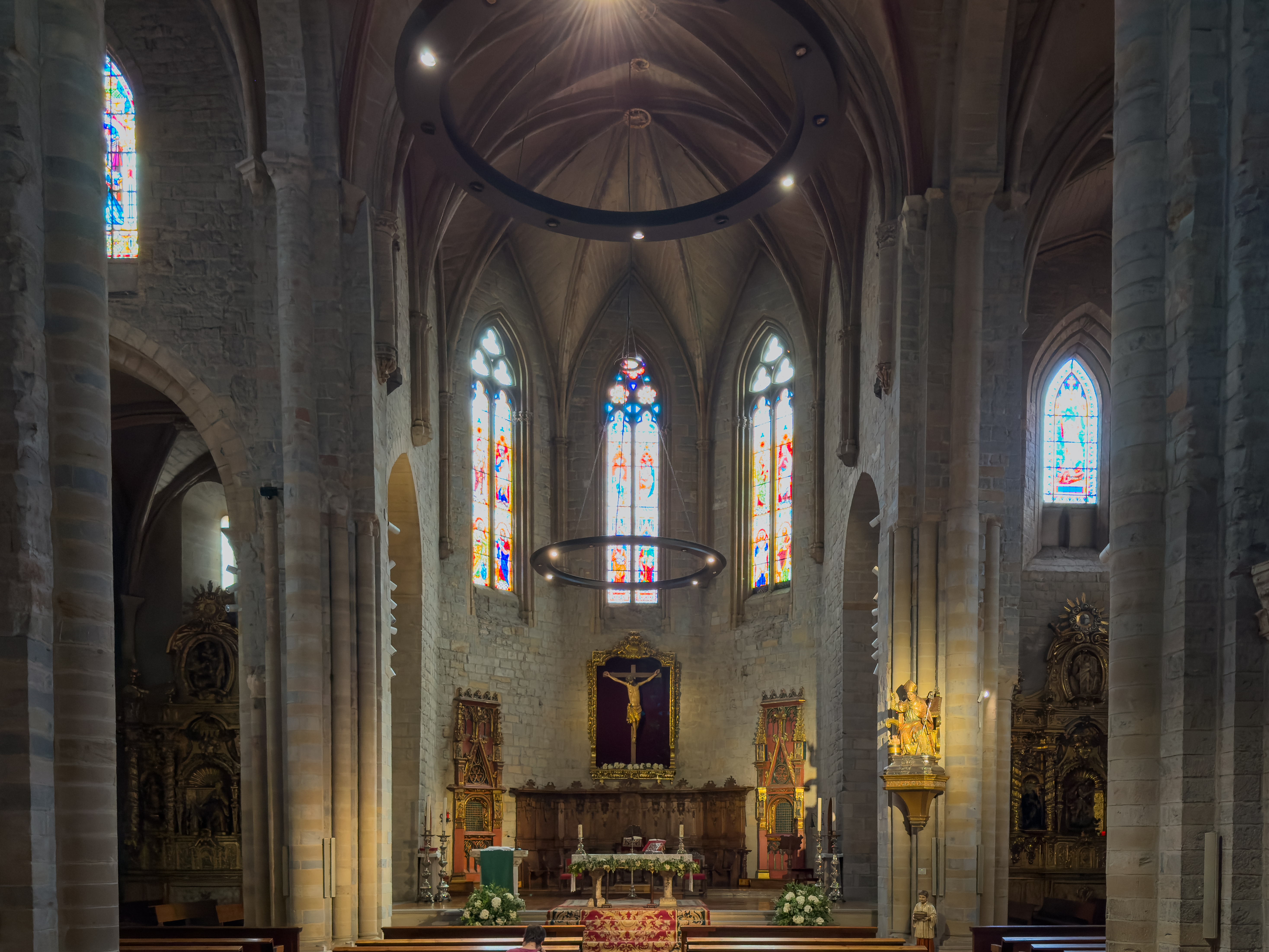
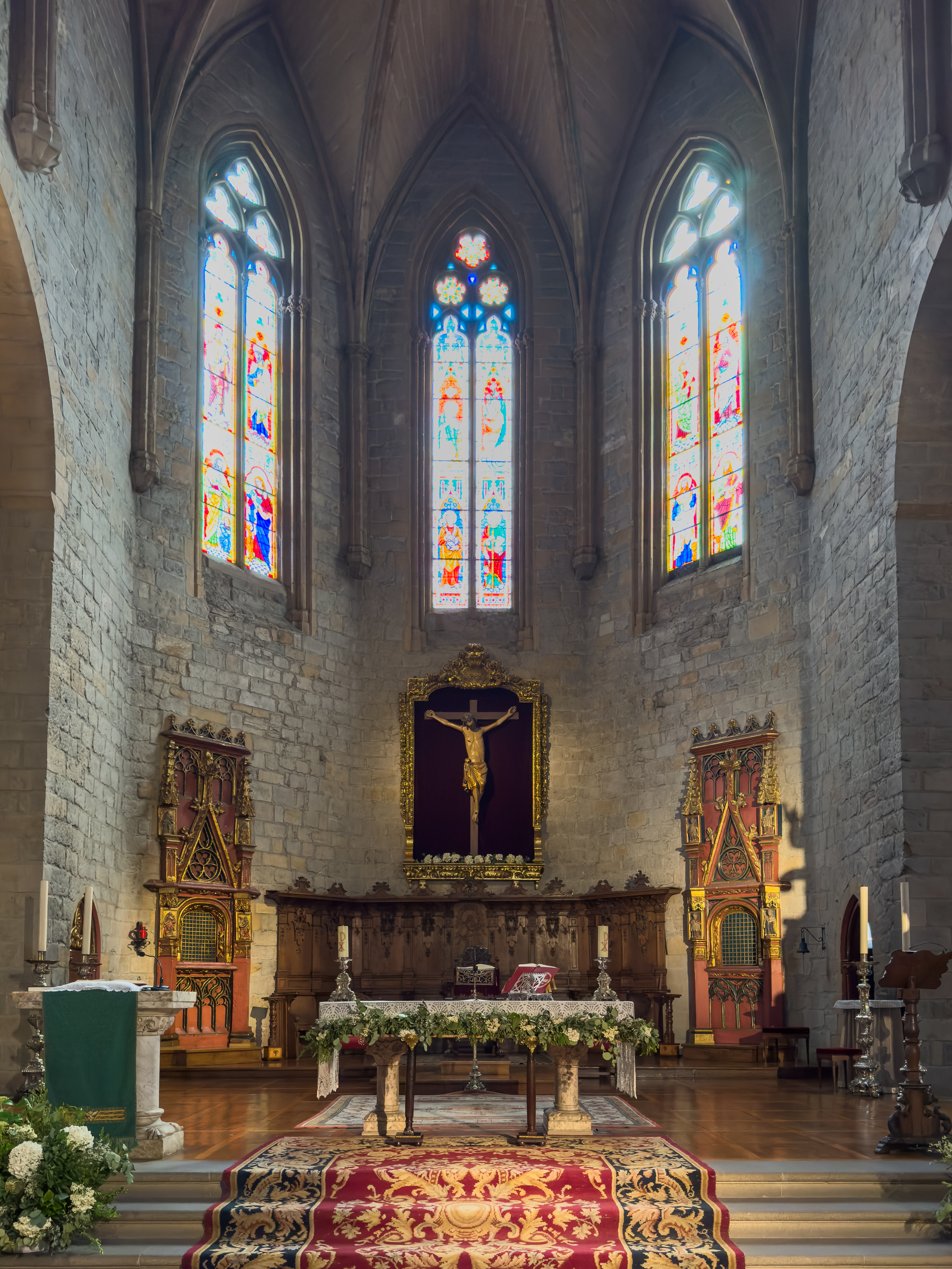
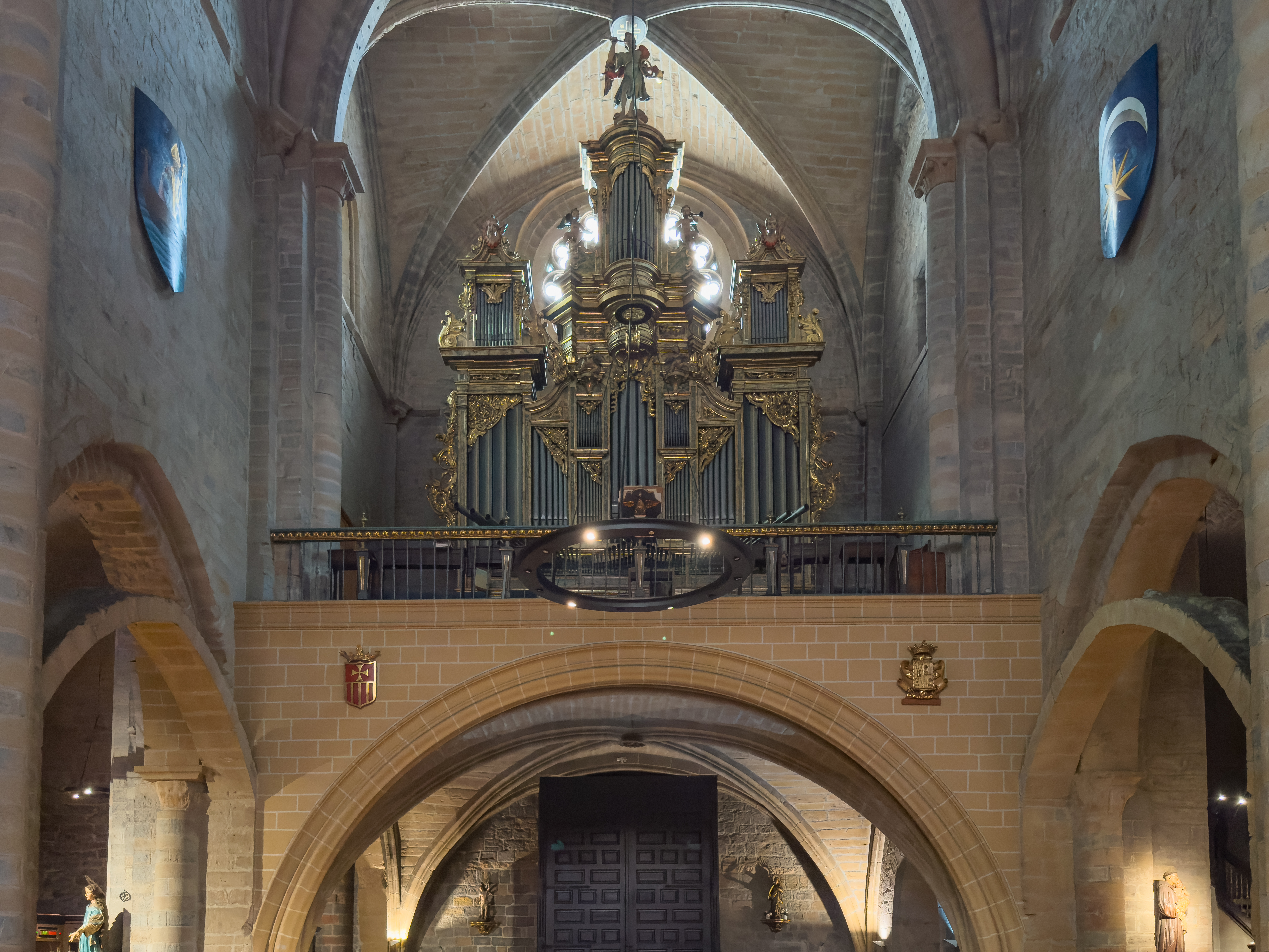
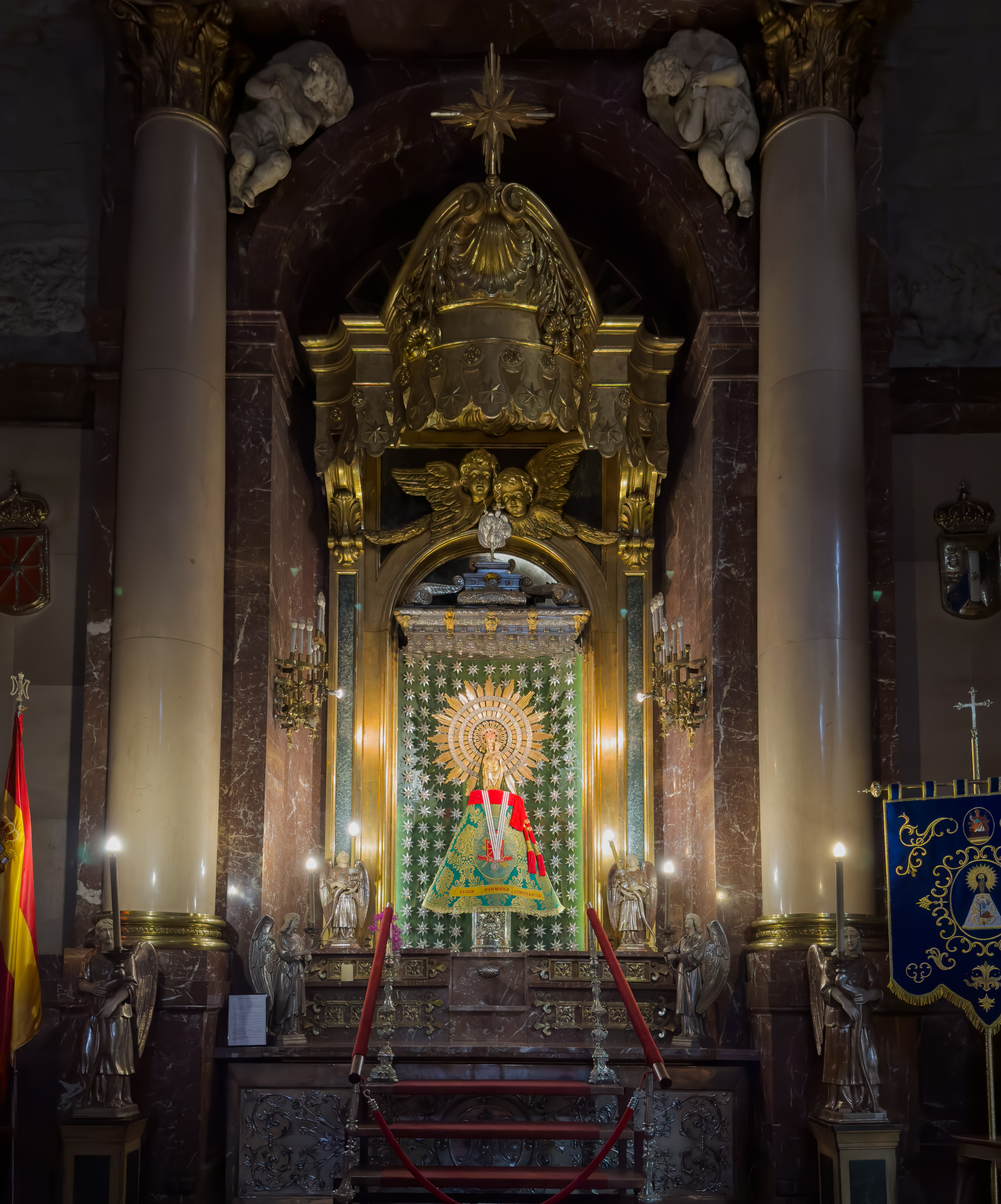